# Kyle Stanley
Kyle Stanley (Gig Harbor, Washington, 18 november 1987) is een golfprofessional uit de Verenigde Staten.

## Amateur
Stanley zat op een katholieke lagere en middelbare school in Tacoma. Daarna studeerde hij sportmanagement aan de Clemson-universiteit, waar hij college golf speelde. In die periode won hij de 2006 Aloha Purdue Collegiate en de 2008 Carpet Classic. In 2007 speelde hij in de Walker Cup. 

### Gewonnen
- 2004: Boys Junior Americas Cup, Hargray Junior Invitational
- 2005: HP Boys Championship, MCI Junior Heritage
- 2006: Sahalee Players Championship, Southern Amateur,  Aloha Purdue Collegiate
- 2008: Southern Amateur, Carpet Classic
- 2009: Jones Cup Invitational

### Teams
- Walker Cup: 2007

## Professional
Stanley werd in 2009 professional, na het US Open. Zijn eerste toernooi als professional was een week later bij het Travelers Championship. Eind 2010 eindigde hij op de 9de plaats op de Amerikaanse Tourschool. 
In 2011 begon hij goed. Hij werd 2de achter Steve Stricker bij de John Deere Classic en haalde enkele top-10 plaatsen en hij plaatste zich voor het Brits Open. Hij werd daar 44ste. Eind 2011 stond hij nummer 55 op de PGA Tour en nummer 148 op de wereldranglijst.
In 2012 begon het seizoen met een slechte prestatie. Aan het begin van de laatste ronde van het Farmers Insurance Open had hij een voorsprong van zes slagen, en na enkele holes zelfs van zeven slagen. Toen hij op de laatste hole afsloeg was dat nog drie slagen. Hole 18 was een par 5 en na twee slagen lag hij voor de green. Zijn approach ging over de green en belandde in het water. Na een strafslag en drie putts moest hij een play-off spelen tegen Brandt Snedeker, die op de tweede hole won.
De week erna speelde hij het Waste Management Phoenix Open in Scottsdale. Na drie rondes stond hij acht slagen achter de leider. Hij maakte een laatste ronde van 65 en won. Hij was de derde speler in de geschiedenis van de PGA Tour die met een achterstand van 8 slagen een toernooi won. Hij stond daarna nummer 51 op de wereldranglijst.

### Gewonnen
PGA Tour
- 2012: Waste Management Phoenix Open